# Fereuungulata
Les Fereuungulata sont un clade hypothétique de mammifères parmi les laurasiathériens. Il est constitué des cinq ordres suivants et de leurs ancêtres communs :

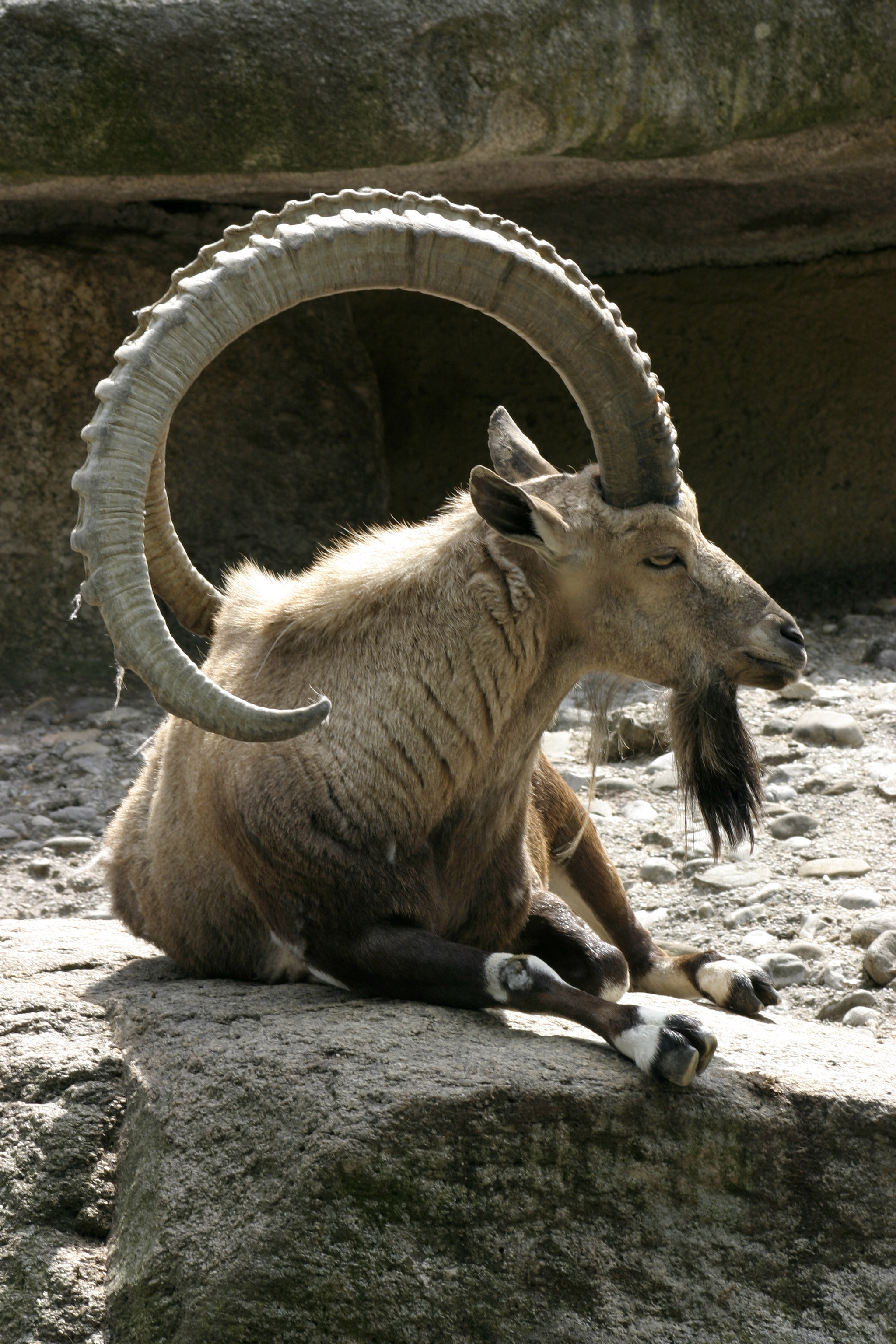
Artiodactyla
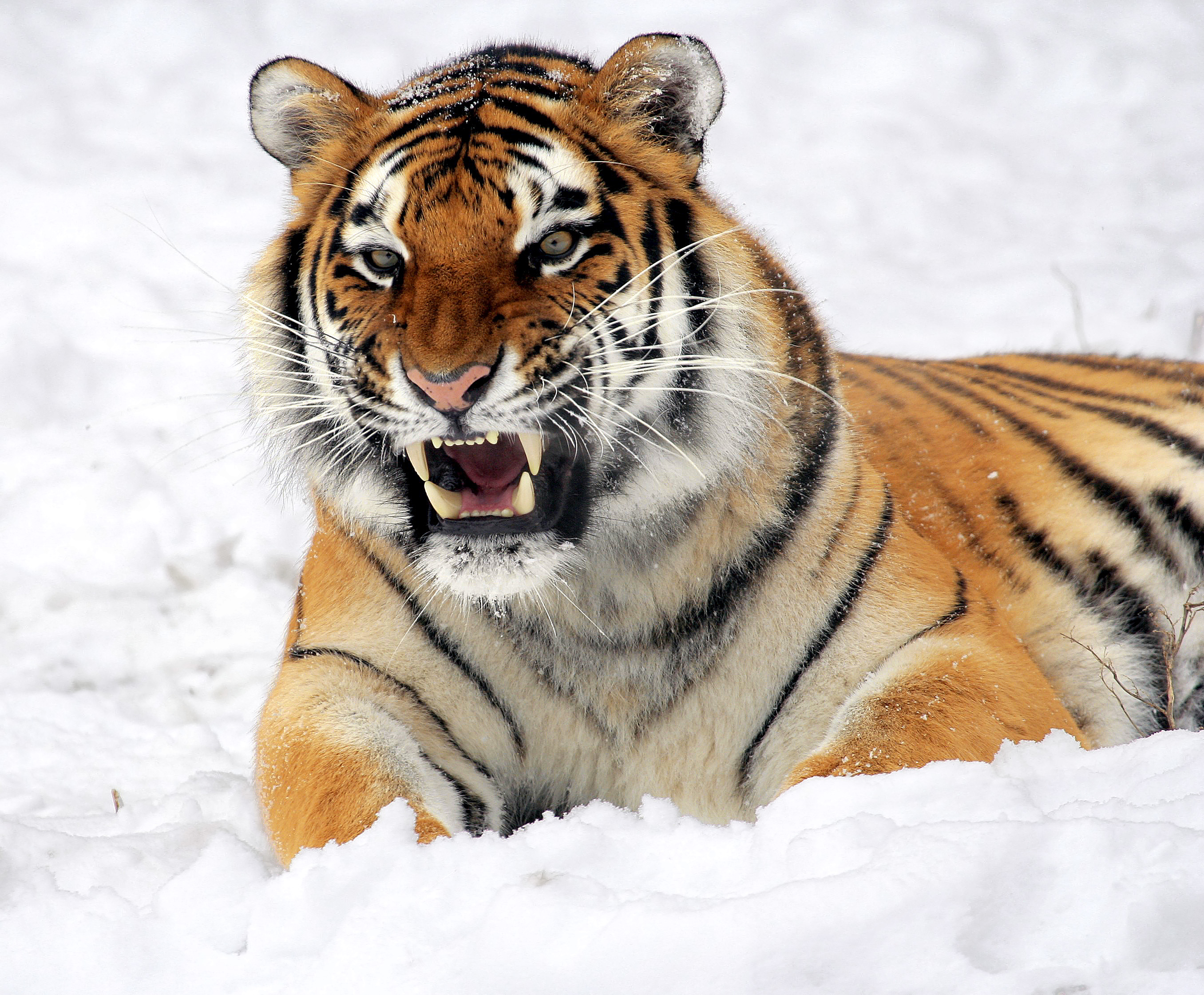
Carnivora
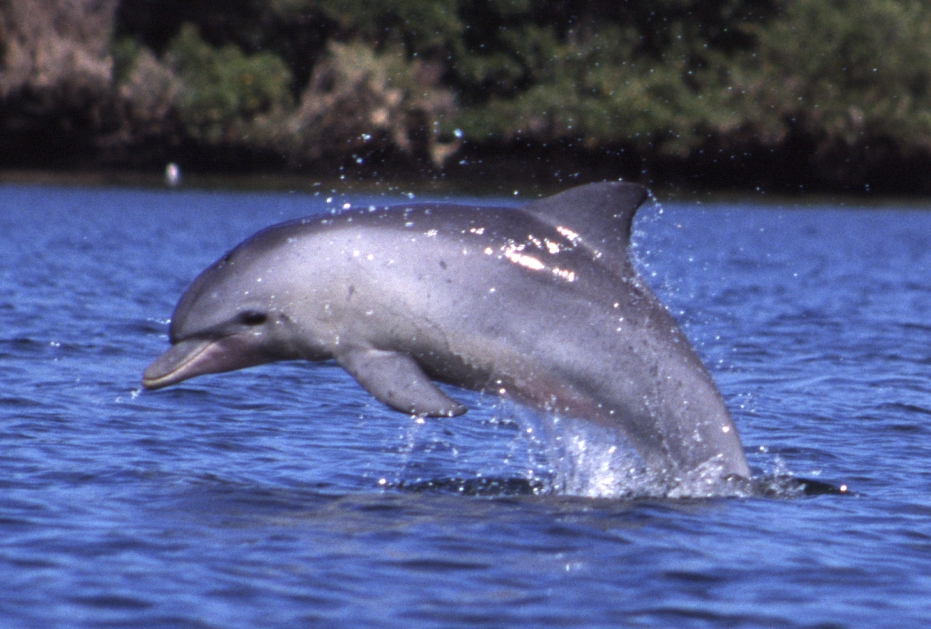
Cetacea
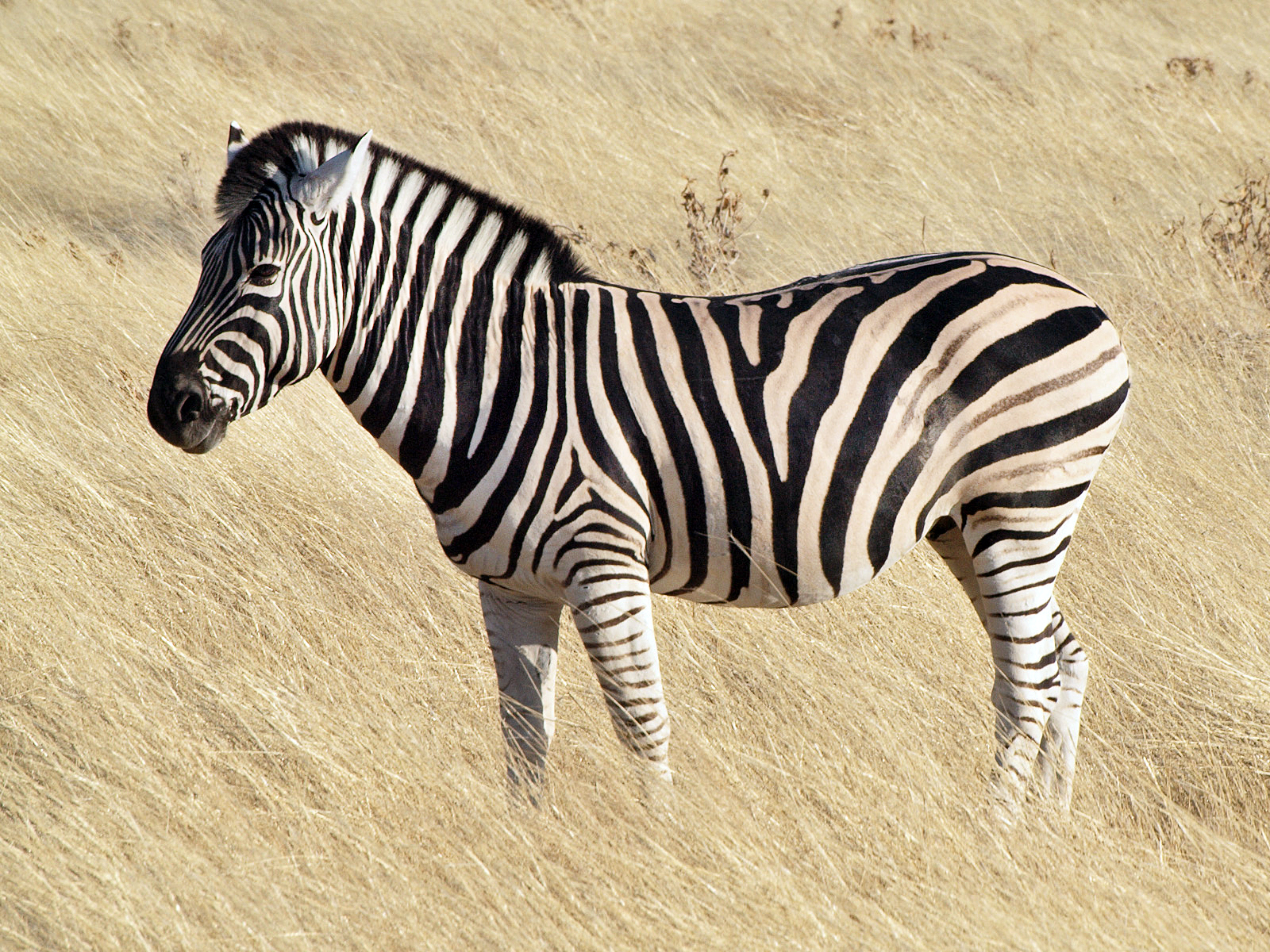
Perissodactyla
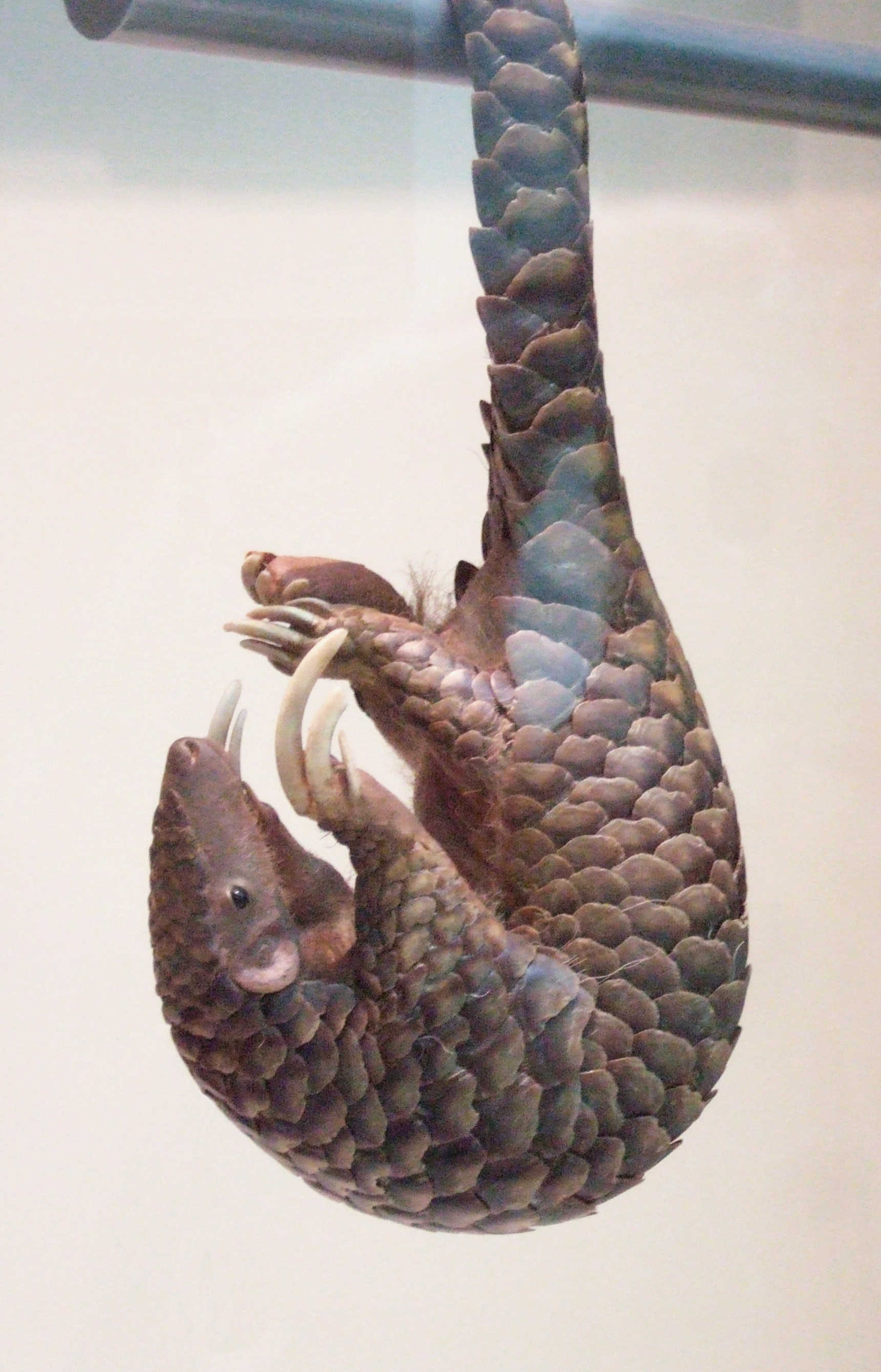
Pholidota

Ce regroupement est basé sur des éléments de phylogénie moléculaire,
En son sein, Carnivora et Pholidota forment le clade des Ferae tandis que Cetacea et Artiodactyla forment les Cetartiodactyla. L'emplacement des Perissodactyla est incertain : un regroupement avec les Ferae a été proposé, formant le clade Zoomata, de même qu'un regroupement avec Cetartiodactyla formant le clade des Euungulata.
Phylogénie des ordres actuels de laurasiathériens, d'après Zhou et al., 2011 :
|  | Pholidota (pangolins)                                  |
|  |                                                        |
|  | Carnivora (chats, hyènes, chiens, ours, phoques, etc.) |
|  |                                                        |

|  | Perissodactyla (chevaux, tapirs, rhinocéros, etc.)                         |
|  |                                                                            |
|  | Cetartiodactyla (chameaux, porcs, ruminants, hippopotames, baleines, etc.) |
|  |                                                                            |

|  | Pholidota (pangolins)                                  |
|  |                                                        |
|  | Carnivora (chats, hyènes, chiens, ours, phoques, etc.) |
|  |                                                        |

|  | Perissodactyla (chevaux, tapirs, rhinocéros, etc.)                         |
|  |                                                                            |
|  | Cetartiodactyla (chameaux, porcs, ruminants, hippopotames, baleines, etc.) |
|  |                                                                            |

|  | Pholidota (pangolins)                                  |
|  |                                                        |
|  | Carnivora (chats, hyènes, chiens, ours, phoques, etc.) |
|  |                                                        |

|  | Perissodactyla (chevaux, tapirs, rhinocéros, etc.)                         |
|  |                                                                            |
|  | Cetartiodactyla (chameaux, porcs, ruminants, hippopotames, baleines, etc.) |
|  |                                                                            |

|  | Pholidota (pangolins)                                  |
|  |                                                        |
|  | Carnivora (chats, hyènes, chiens, ours, phoques, etc.) |
|  |                                                        |

|  | Perissodactyla (chevaux, tapirs, rhinocéros, etc.)                         |
|  |                                                                            |
|  | Cetartiodactyla (chameaux, porcs, ruminants, hippopotames, baleines, etc.) |
|  |                                                                            |

|  | Pholidota (pangolins)                                  |
|  |                                                        |
|  | Carnivora (chats, hyènes, chiens, ours, phoques, etc.) |
|  |                                                        |

|  | Perissodactyla (chevaux, tapirs, rhinocéros, etc.)                         |
|  |                                                                            |
|  | Cetartiodactyla (chameaux, porcs, ruminants, hippopotames, baleines, etc.) |
|  |                                                                            |

|  | Pholidota (pangolins)                                  |
|  |                                                        |
|  | Carnivora (chats, hyènes, chiens, ours, phoques, etc.) |
|  |                                                        |

|  | Perissodactyla (chevaux, tapirs, rhinocéros, etc.)                         |
|  |                                                                            |
|  | Cetartiodactyla (chameaux, porcs, ruminants, hippopotames, baleines, etc.) |
|  |                                                                            |

|  | Pholidota (pangolins)                                  |
|  |                                                        |
|  | Carnivora (chats, hyènes, chiens, ours, phoques, etc.) |
|  |                                                        |

|  | Perissodactyla (chevaux, tapirs, rhinocéros, etc.)                         |
|  |                                                                            |
|  | Cetartiodactyla (chameaux, porcs, ruminants, hippopotames, baleines, etc.) |
|  |                                                                            |

|  | Pholidota (pangolins)                                  |
|  |                                                        |
|  | Carnivora (chats, hyènes, chiens, ours, phoques, etc.) |
|  |                                                        |

|  | Perissodactyla (chevaux, tapirs, rhinocéros, etc.)                         |
|  |                                                                            |
|  | Cetartiodactyla (chameaux, porcs, ruminants, hippopotames, baleines, etc.) |
|  |                                                                            |

|  | Pholidota (pangolins)                                  |
|  |                                                        |
|  | Carnivora (chats, hyènes, chiens, ours, phoques, etc.) |
|  |                                                        |

|  | Perissodactyla (chevaux, tapirs, rhinocéros, etc.)                         |
|  |                                                                            |
|  | Cetartiodactyla (chameaux, porcs, ruminants, hippopotames, baleines, etc.) |
|  |                                                                            |

|  | Pholidota (pangolins)                                  |
|  |                                                        |
|  | Carnivora (chats, hyènes, chiens, ours, phoques, etc.) |
|  |                                                        |

|  | Perissodactyla (chevaux, tapirs, rhinocéros, etc.)                         |
|  |                                                                            |
|  | Cetartiodactyla (chameaux, porcs, ruminants, hippopotames, baleines, etc.) |
|  |                                                                            |

|  | Pholidota (pangolins)                                  |
|  |                                                        |
|  | Carnivora (chats, hyènes, chiens, ours, phoques, etc.) |
|  |                                                        |

|  | Perissodactyla (chevaux, tapirs, rhinocéros, etc.)                         |
|  |                                                                            |
|  | Cetartiodactyla (chameaux, porcs, ruminants, hippopotames, baleines, etc.) |
|  |                                                                            |

|  | Pholidota (pangolins)                                  |
|  |                                                        |
|  | Carnivora (chats, hyènes, chiens, ours, phoques, etc.) |
|  |                                                        |

|  | Perissodactyla (chevaux, tapirs, rhinocéros, etc.)                         |
|  |                                                                            |
|  | Cetartiodactyla (chameaux, porcs, ruminants, hippopotames, baleines, etc.) |
|  |                                                                            |

|  | Pholidota (pangolins)                                  |
|  |                                                        |
|  | Carnivora (chats, hyènes, chiens, ours, phoques, etc.) |
|  |                                                        |

|  | Perissodactyla (chevaux, tapirs, rhinocéros, etc.)                         |
|  |                                                                            |
|  | Cetartiodactyla (chameaux, porcs, ruminants, hippopotames, baleines, etc.) |
|  |                                                                            |

|  | Pholidota (pangolins)                                  |
|  |                                                        |
|  | Carnivora (chats, hyènes, chiens, ours, phoques, etc.) |
|  |                                                        |

|  | Perissodactyla (chevaux, tapirs, rhinocéros, etc.)                         |
|  |                                                                            |
|  | Cetartiodactyla (chameaux, porcs, ruminants, hippopotames, baleines, etc.) |
|  |                                                                            |

|  | Pholidota (pangolins)                                  |
|  |                                                        |
|  | Carnivora (chats, hyènes, chiens, ours, phoques, etc.) |
|  |                                                        |

|  | Perissodactyla (chevaux, tapirs, rhinocéros, etc.)                         |
|  |                                                                            |
|  | Cetartiodactyla (chameaux, porcs, ruminants, hippopotames, baleines, etc.) |
|  |                                                                            |

|  | Pholidota (pangolins)                                  |
|  |                                                        |
|  | Carnivora (chats, hyènes, chiens, ours, phoques, etc.) |
|  |                                                        |

|  | Perissodactyla (chevaux, tapirs, rhinocéros, etc.)                         |
|  |                                                                            |
|  | Cetartiodactyla (chameaux, porcs, ruminants, hippopotames, baleines, etc.) |
|  |                                                                            |